# Barisia herrerae
Barisia herrerae är en ödleart som beskrevs av Zaldîvar-Riverón och Nieto Montes de Oca 2002. Barisia herrerae ingår i släktet Barisia och familjen kopparödlor. IUCN kategoriserar arten globalt som starkt hotad. Inga underarter finns listade.
Arten är bara känd från en bergstrakt i södra Mexiko i delstaten Morelos. Det kända utbredningsområdet ligger 2350 till 2500 meter över havet. Regionen är täckt av molnskogar med löv- och barrträd.
Individerna klättrar på trädstammar som ligger på marken eller de går på marken. De gömmer sig i lövskiktet eller under bråte. Honor lägger inga ägg utan föder levande ungar. Exemplar i fångenskap hade 5 till 7 ungar per kull.